# كريستوفر لي (ممثل)
كريستوفر لي (بالملايوية: Christopher Lee)‏ هو ممثل ماليزي، ولد في 23 يوليو 1971 بملقا في ماليزيا.

## وصلات خارجية
- كريستوفر لي على موقع IMDb (الإنجليزية)
- كريستوفر لي على موقع قاعدة بيانات الفيلم (الإنجليزية)